# Els Hostalets de Pierola
Pierola u Hostalets de Pierola (oficialmente y en catalán Els Hostalets de Pierola) es un municipio de la comarca catalana de Noya, en la provincia de Barcelona, Cataluña, España. Incluye los núcleos de Els Hostalets de Pierola, els Boscos de Can Martí, Can Fontimarc, Can Fosalba, Can Gras, Can Marcet, Can Rovira de l'Estela, Pierola y Serra Alta. Tiene una población de 2901 habitantes (INE 2017) y una superficie de 33,49 kilómetros cuadrados.

## Geografía
Integrado en la comarca de Noya, se sitúa a 52 kilómetros de la capital catalana. El término municipal está travesado por la autovía del Nordeste A-2 en el pK 572, además de por la carretera local B-231, que permite la comunicación con Esparraguera. 
El relieve del municipio es bastante abrupto, por lo que abundan las rieras y torrentes, entre las que destacan el torrente de Pierola, la riera Claret y la riera de Masquefa, que pertenecen a la cuenca del río Llobregat. La altitud oscila entre los 700 metros, en el extremo noroccidental, en el serrat de Roques Blanques, y los 150 metros a orillas del torrente de Pierola. El pueblo se alza a 361 metros sobre el nivel del mar. 
| Noroeste: Bruch | Norte: Bruch  | Noreste: Collbató                  |
| Oeste: Piera    |               | Este: Esparraguera y Abrera        |
| Suroeste: Piera | Sur: Masquefa | Sureste: San Esteban de Sasroviras |

## Historia
El castillo de Pierola, del que no queda ningún vestigio, aparece citado en documentos de 963. Perteneció al vizcondado de Barcelona desde el siglo X hasta el siglo XIII. En 1286 fue donado por Alfonso II de Aragón a Asbert de Mediona. En 1698 Pau Ignasi de Dalmases compró la baronía de Pierola. Más adelante quedó en manos de la familia Fontcuberta quien lo mantuvo hasta el fin de los señoríos en la primera mitad del XIX, y cuyos descendientes Olano lo siguen manteniendo hoy día.
El municipio adquirió fama internacional a partir de 2002, debido al descubrimiento de un fósil de primate del Mioceno que ha sido nombrado Pierolapithecus catalaunicus, de gran interés para la evolución de la humanidad.

## Demografía
Pierola cuenta con una población de 3231 habitantes (INE 2024).
| Gráfica de evolución demográfica de Pierola entre 1842 y 2021 |
| |
| Población de derecho según los censos de población del INE. Población de hecho según los censos de población del INE.En estos censos se denominaba Pierola: 1842, 1857, 1860, 1877, 1887, 1897, 1900, 1910, 1920, 1930, 1940, 1950, 1960, 1970 y 1981. |

## Cultura
La iglesia de la localidad está dedicada a San Pedro y fue construida en 1852 en el lugar en el que se encontraba una antigua capilla románica. La iglesia de Pierola, también dedicada a San Pedro, es de origen románico y aparece citada en documentos de 1060. Cerca del límite con el término municipal de Collbató se encuentra una ermita, también románica, dedicada a Sant Cristóbal de Canyelles ya descrita en 1033.
Hostalets de Pierola celebra su fiesta mayor en el mes de julio. En septiembre tiene lugar la fiesta de la vendimia.

## Economía
La principal actividad económica es la agricultura de secano, especialmente la dedicada al cultivo de cereales y viñas. También cuenta con pequeñas industrias.
Actualmente, como consecuencia de la política desarrollada por el anterior alcalde Pedro Barbado (PSC-PM), este municipio dispone de uno de los centros de almacenamiento y depósito de basuras y otros productos más importante de todo Cataluña, el vertedero de Can Mata, siendo esta actividad, la de mayor fuente de ingresos de este municipio. Existe una fuerte oposición ciudadana en los pueblos colindantes por los efectos que estas instalaciones causan en la población, representada por la plataforma ciudadana Tanquem Can Mata.